# Zapp (álbum)
Zapp é o álbum de estreia da banda norte-americana de funk, Zapp, lançado em 28 de julho de 1980 pela Warner Bros. Records. O estilo do álbum era altamente similar ao som do Parliament-Funkadelic, pois a banda trabalhava e estava sendo aconselhada pelos membros do Parliament, William Earl "Bootsy" Collins e George Clinton durante a produção do álbum. O álbum foi produzido pelo líder do Zapp, Roger Troutman e Bootsy. A família Troutman tinha laços estreitos com a família Collins, ambos sendo nativos de Ohio. Esta amizade se provou fundamental quando o Zapp assinou contrato com a Warner Bros. Records em 1979. Zapp foi gravado entre o final de 1979 e o início de 1980 no United Sound Studios em Detroit, Michigan, estúdio frequentado pelo Parliament-Funkadelic.
O álbum atingiu o número 2 na parada Billboard Hot R&B tracks por duas semanas no outono de 1980. O álbum tem sido citado como um dos álbuns definitivos de electronic funk do início dos anos 1980, trazendo o gênero aos holofotes. O álbum também serviu como fonte parcial na criação do G-funk, variante do hip hop, que se tornou popular na Costa Oeste dos EUAna metade dos anos 1990. Zapp foi certificado ouro pela Recording Industry Association of America (RIAA) em novembro de 1980.

## Faixas
Lado um:
1. "More Bounce to the Ounce" – 9:25
2. "Freedom" – 3:48
3. "Brand New Player" – 5:51

Lado dois:
1. "Funky Bounce" – 6:46
2. "Be Alright" – 7:52
3. "Coming Home" – 6:34

## Performance nas paradas
- Em 1980, "More Bounce To the Ounce" alcançou o número 2 da parada US Black singles e o álbum atingiu o número um na parada US Black albums também em 1980.

## Músicos
- Vocais-Greg Jackson, Terry Troutman, Roger Troutman, Bobby Glover, Jannetta Boyce, Marchelle Smith, Delores Smith
- Percussão-Larry e Lester Troutman
- Congas-Larry Troutman
- Trapp-Lester Troutman
- Baixo-Terry Troutman
- Saxofone-Randy Wallace
- Teclados-Greg Jackson
- Guitarras-Bootsy Collins
- Guitarras, vocais, teclados, talk box, baixo, gaita e vibrafone-Roger Troutman

## Samples
- "More Bounce to the Ounce"
  - "Do You" de Slum Village do álbum Detroit Deli (A Taste of Detroit)
  - "California Love" de 2Pac & Dr. Dre do álbum All Eyez on Me
  - "Heed the Word of the Brother" de X-Clan
  - "Servin' Em Heat" de South Central Cartel do álbum 'N Gatz We Truss e "Ya Getz Clowned" do álbum South Central Madness
  - "Every Single Bitch" by X-Raided do álbum Psycho Active
  - "Had 2 Gat Ya" de Brotha Lynch Hung do álbum 24 Deep
  - "High Off Murder" de Sicx do álbum Dead 4 Life
  - "Loopzilla" de George Clinton do álbum Computer Games
  - "Ruff & Rugged" e "Raw Edge Bullshit" de Sicx & Brotha Lynch Hung do álbum Nigga Deep
  - "Return Of the Real Shit" de Above the Law do álbum Uncle Sam's Curse
  - "Snoop Bounce" de Snoop Doggy Dogg do álbum Tha Doggfather
  - "Bangin' On Wax-Duet" de Bloods & Crips do álbum Bangin' on Wax
  - "Ain't No Future in Yo Frontin'" de MC Breed do álbum MC Breed & DFC
  - "Stop, Look & Listen" de Lil Rob do álbum Crazy Life
  - "More Bounce" de Mr. Trippalot & Dinero
  - "Material Girl" de Sylk-E. Fyne do álbum Raw Sylk
  - "Eastside Drama" de Brownside & Eazy-E do álbum Gang Related
  - "You Gots to Chill" de EPMD do álbum Strictly Business
  - "Going Back to Cali" de Notorious B.I.G do álbum Life After Death
  - "The Nigga Ya Love to Hate" de Ice Cube do álbum AmeriKKKa's Most Wanted
  - "Jackin' for Beats" de Ice Cube do álbum Kill at Will
  - "More Bounce" de Heavy D. & the Boyz do álbum Big Tyme
- "Be Alright"
  - "Knockin' da Boots" de H-Town do álbum Fever for da Flavor (1993)
  - "Keep Ya Head Up" de 2Pac do álbum Strictly 4 My N.I.G.G.A.Z. (1993)
  - "Love Don't Love Nobody" de Big Mello
  - "U Gotta Deal wit Dis (Gangsta Luv)" de South Central Cartel do álbum South Central Madness (1992)
  - "He's Mine" de Mokenstef do álbum Azz Izz (1995)
  - "Shakiyla (JRH)" de Poor Righteous Teachers do álbum "Pure Poverty" (1991).